# جردى أوشرية
جردى أوشرية (الاسم العلمي:Ochradenus aucheri) هي نوع غير مؤكد من النباتات يتبع جنس الجردى من الفصيلة البليحائية.